# Collinstown
Collinstown (en irlandés, Baile na gCailleach) es una ciudad del Condado de Westmeath (an Iar mhî) en la provincia de Leinster, en el oeste de la República de Irlanda.
Se encuentra a 18 km al noreste de Mullingar siguiendo la carretera regional R395.